# کارل اسکوتسبرگ
کارل اسکوتسبرگ (انگلیسی: Carl Skottsberg; ۱ دسامبر ۱۸۸۰ – ۱۴ ژوئن ۱۹۶۳) دانشمند در زمینه گیاه‌شناسی اهل سوئد بود.
وی همچنین برندهٔ جوایزی همچون مدال لینه‌ای شده است.